# Billede
Et billede er noget kunstigt fremstillet, som gengiver udseendet af et objekt – ofte et fysisk objekt eller en person. Et billede er ikke nødvendigvis kunstigt fremstillet, et genskin skabt af lys der falder naturligt, fx sollys, vil ikke være kunstigt fremstillet da det er skabt af et naturligt fænomen uden hjælp eller opsæting af mennesker.
Billeder kan være todimensionelle som fotografier eller tredimensionelle som statuer. Billeder frembriges typisk med optiske apparater så som kameraer, spejle, linser, teleskoper eller mikroskoper eller gennem naturlige objekter så som det menneskelige øje eller en vandoverflade.
Ordet billede anvendes også bredere om illustrationer som fx kort, grafer eller abstrakte malerier. I denne betydning kan billeder også frembringes manuelt ved tegning, maling, skulptering eller af computer-grafisk teknologi eller kombinationer heraf.
Man taler om et mentalt billede, når der er tale noget man husker eller "ser for sig". Om billede i denne abstrakte og mere overført betydning anvendes udtrykket metafor.